# سوتلانا گانینا
وتلانا گانینا (انگلیسی: Svetlana Ganina؛ زادهٔ ۰ ژانویه ۱۹۷۸) یک بازیکن تنیس روی میز اهل روسیه است.
وی در مسابقات کشوری و بین‌المللی در مجموع برنده ۱ مدال طلا، ۱ مدال نقره، ۳ مدال برنز شده‌است.